# Sultanpur (Uttar Pradesh)
Sultanpur è una suddivisione dell'India, classificata come municipal board, di 100.085 abitanti, capoluogo del distretto di Sultanpur, nello stato federato dell'Uttar Pradesh. In base al numero di abitanti la città rientra nella classe I (da 100.000 persone in su).

## Geografia fisica
La città è situata a 26° 16' 0 N e 82° 4' 0 E e ha un'altitudine di 94 m s.l.m..

## Società

### Evoluzione demografica
Al censimento del 2001 la popolazione di Sultanpur assommava a 100.085 persone, delle quali 53.163 maschi e 46.922 femmine. I bambini di età inferiore o uguale ai sei anni assommavano a 13.239, dei quali 6.914 maschi e 6.325 femmine. Infine, coloro che erano in grado di saper almeno leggere e scrivere erano 71.306, dei quali 40.730 maschi e 30.576 femmine.